# China (Schiff, 1896)
Die China (II) war ein 1896 in Dienst gestelltes Passagierschiff der britischen Reederei Peninsular and Oriental Steam Navigation Company (P&O), das für die Beförderung von Passagieren, Post und Fracht im Linienverkehr von Großbritannien nach Indien und in den Fernen Osten gebaut wurde. Zusammen mit ihren Schwesterschiffen gehört sie zu den modernsten und luxuriösesten Schiffen der Reederei. Sie überstand den Ersten Weltkrieg und wurde 1928 in Japan abgewrackt.

## Geschichte
Das 7.912 BRT große Dampfschiff China wurde auf der Werft Harland & Wolff in der nordirischen Hafenstadt Belfast gebaut. Sie war das zweite von fünf Schwesterschiffen, die P&O zwischen 1896 und 1900 für den Passagierverkehr in den Fernen Osten in Dienst stellte. Die anderen waren die India (1896), die Egypt (1897), die Arabia (1898) und die Persia (1900). Diese Dampfer gehörten zu den modernsten ihrer Zeit und setzten neue Standards.
Die 152,5 Meter lange und 16,5 Meter breite India lief am 13. Juni 1896 bei Harland & Wolff vom Stapel und wurde am 28. November 1896 fertiggestellt. Sie war für die Beförderung von 480 Passagieren ausgelegt. Das Schiff war mit zwei Masten, zwei Schornsteinen und zwei Propellern ausgestattet. Die Höchstgeschwindigkeit lag bei 18 Knoten.
Im Gegensatz zu ihren Schwesterschiffen India, Arabia und Persia wurde die China nicht im Ersten Weltkrieg versenkt. Nachdem auch die Egypt 1922 nach einer Kollision in der Bucht von Biskaya gesunken war, war die China das einzige Schiff ihrer Klasse, das keinem Unglück zum Opfer gefallen war. Sie wurde zum Abbruch nach Japan verkauft und erreichte am 22. Juli 1928 Osaka, wo sie kurz danach abgewrackt wurde.